# Boeing 727

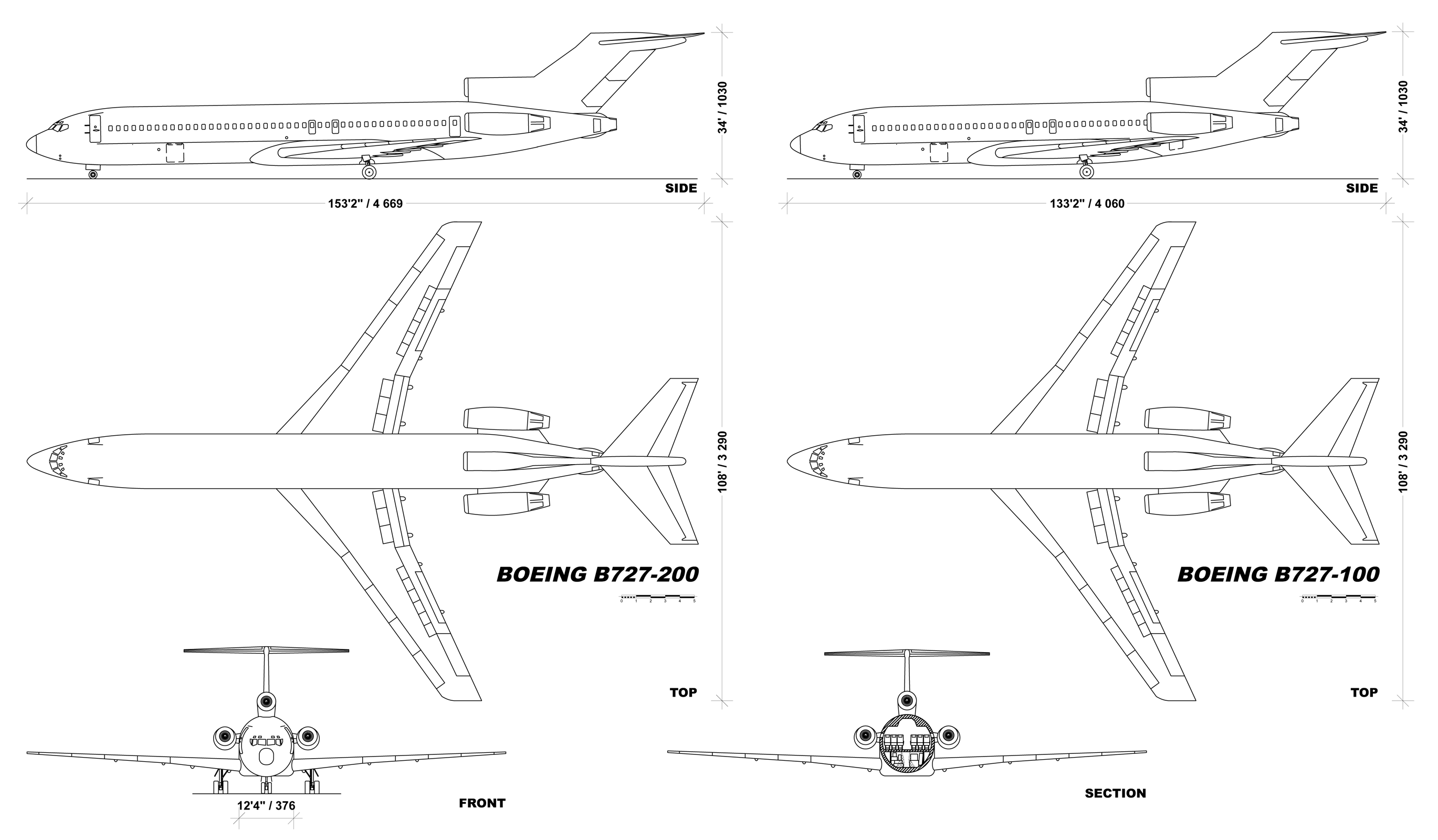
Boeing 727

De Boeing 727 was een populair narrow-bodyvliegtuig van Boeing met T-staart en drie motoren, waarvan twee achteraan op de romp en één in de staart werd gemonteerd. Het was lange tijd het best verkochte straalvliegtuig tot het door Boeing 737 voorbijgestreefd werd.
De 727-100 met alleen economyclass heeft 145 zitplaatsen, in de uitvoering met twee klassen zijn 110 tot 140 stoelen beschikbaar. De verlengde versie (727-200) heeft maximaal 189 zitplaatsen in economyclass. De Boeing 727 was in de Verenigde Staten lange tijd het werkpaard in het binnenlandse luchtverkeer en werd door vrijwel alle grote maatschappijen ingezet. Ook in Europa werd veel met de 727 gevlogen, bijvoorbeeld bij Air France, Alitalia, Iberia, Sabena, Lufthansa en ook bij chartermaatschappijen. In een Boeing 727-200 bij een lijndienstmaatschappij kan men in twee klassen (business en economyclass) ongeveer 150 passagiers vervoeren, net zoals bij een Boeing 737-800 het geval is. Een 727 heeft een vliegbereik van 3000 tot 4000 km.
Vele 727's hebben het jaar 2000 in actieve dienst gehaald, vooral in de Verenigde Staten. Na september 2001 werden ze echter massaal afgevoerd. Ruim 1000 toestellen staan inmiddels op non-actief of zijn al gesloopt op een vliegtuigkerkhof. Op dit moment worden nog wel veel 727's gebruikt die zijn omgebouwd van passagiersversie tot een full-freighterversie (vracht), bijvoorbeeld bij FedEx en UPS.

## Verkopen
In totaal zijn er 582 727's uit de 100-serie en 1294 727's uit de 200-serie gebouwd, wat de Boeing 727 een van de meest succesvolle verkeersvliegtuigen ooit maakt. De eerste 727 vloog in 1964 en de productie werd beëindigd in 1984.

### Bestellingen
| 1983 | 1982 | 1981 | 1980 | 1979 | 1978 | 1977 | 1976 | 1975 | 1974 | 1973 | 1972 |
| ---- | ---- | ---- | ---- | ---- | ---- | ---- | ---- | ---- | ---- | ---- | ---- |
| 1    | 11   | 38   | 68   | 98   | 125  | 133  | 113  | 50   | 88   | 92   | 119  |
| 1971 | 1970 | 1969 | 1968 | 1967 | 1966 | 1965 | 1964 | 1963 | 1962 | 1961 | 1960 |
| 26   | 48   | 64   | 66   | 125  | 149  | 187  | 83   | 20   | 10   | 37   | 80   |

### Afleveringen
| 1984 | 1983 | 1982 | 1981 | 1980 | 1979 | 1978 | 1977 | 1976 | 1975 | 1974 | 1973 |
| ---- | ---- | ---- | ---- | ---- | ---- | ---- | ---- | ---- | ---- | ---- | ---- |
| 8    | 11   | 26   | 94   | 131  | 136  | 118  | 67   | 61   | 91   | 91   | 92   |
| 1972 | 1971 | 1970 | 1969 | 1968 | 1967 | 1966 | 1965 | 1964 | 1963 | 1962 | 1961 |
| 41   | 33   | 55   | 114  | 160  | 155  | 135  | 111  | 95   | 6    | 0    | 0    |

### Klanten
Grote maatschappijen die met de 727 vliegen of hebben gevlogen zijn onder meer: Aerocontinente, AeroSur, Aerolíneas Argentinas, Aerolíneas Internacionales, Aeroperú, Air Canada, Air France, Air Panama (van de jaren zestig tot de jaren tachtig), Air Portugal, ANA, Alitalia, American, Ansett, ASTAR, ATA Airlines, Avensa, Avianca, Aviacsa, Braniff International, China Airlines, Continental Airlines, Continental Micronesia, Copa, CP Air, Dan Air, Delta Air Lines, Dominicana, Eastern Air Lines, FedEx Express, First Air, Iberia, Iran Air, Japan Airlines, JAT, Korean Air, Lloyd Aéreo Boliviano, Lufthansa, Mexicana, LACSA, LaNica Nicaraguan Airlines, Northeast Airlines, Northwest Airlines, Olympic Airways, Paramountjet, Pan Am, People Express, Philippine Airlines, Pride Air, Republic Airlines (1979-1986), Royal Air Maroc, Sabena, Sabre, Singapore Airlines, South African Airways, Sterling, TAA, Transbrasil, Tunisair, United Airlines, UPS, US Airways, Varig, VASP, Viasa, Western Airlines en chartermaatschappijen, waaronder Carnival Air Lines, Tame en Hapag-Lloyd.
In augustus 2007 waren er nog 620 Boeing 727 vliegtuigen (alle varianten) in bedrijf. Grote maatschappijen waren onder meer: FedEx (95), United Parcel Service (33), Amerijet International (10), Astar Air Cargo (29), Capital Cargo International Airlines (13), Cargojet Airways (12), Champion Air (16), Custom Air Transport (17), Kelowna Flightcraft (15), Kitty Hawk Aircargo (26), Transafrik (11), Hewa Bora Airways (9), Lloyd Aéreo Boliviano (9), Transmile Air Services (9), Varig Log (8), Líneas Aéreas Suramericanas (8), Safair (7) en Syrianair (6). Ongeveer 104 andere maatschappijen hebben kleinere aantallen in bezit.
In juli 2016 waren dat er 64; alleen Iran Aseman Airlines gebruikte toen het toestel nog voor passagiersvervoer.
Zero-Gravity Corporation gebruikt een aangepaste Boeing 727 om betalende klanten gewichtloosheid te laten ervaren, vergelijkbaar met de kotskomeet van NASA die gebruikt wordt voor de opleiding van astronauten. Verder hebben verschillende overheidsinstanties met de 727 gevlogen waaronder de luchtmachten van België, Mexico en Panama.
Air Holland vloog met 3 Boeing 727's van 1985 tot en met maart 1988 voor de vakantievluchten vanaf Amsterdam.
Iran Aseman Airlines heeft in 2019 als laatste luchtvaartmaatschappij ter wereld afscheid genomen van de Boeing 727. Een binnenlandse vlucht in Iran sloot een hoofdstuk van 55 jaar af, waarin het iconische toestel niet weg te denken was uit het luchtruim. In Iran bleef de Boeing 727 lang doorvliegen, doordat het land wegens internationale sancties de afgelopen decennia maar mondjesmaat aan nieuwere vliegtuigen kon komen.
Na de laatste commerciële passagiersdienst vliegen alleen nog enkele vrachtmaatschappijen, overheden, vips en bedrijven die het type inzetten voor speciale missies met de driemotorige Boeing 727.

## Types
- Boeing 727-100
- Boeing 727-200

De 727-200 is 6,1 meter langer dan de 727-100.

## Incidenten
Er waren 88 vliegrampen, met in totaal 3.921 slachtoffers. Verder waren er 15 andere ongelukken, met in totaal 256 slachtoffers. En er waren ook 180 kapingen, met in totaal 90 slachtoffers.
Enkele incidenten:
- Op 11 november 1965 vertrok een United Airlines Boeing 727-22 vanaf New York-LaGuardia voor een vlucht naar San Francisco via Cleveland, Chicago, Denver, en Salt Lake City. United Airlines-vlucht 227 verongelukte doordat het met een veel te grote daalsnelheid de luchthaven (Salt Lake International Airport) naderde. Zowel de piloot als de copiloot waren pas kort tevoren gepromoveerd van propellervliegtuigen naar straalvliegtuigen en waren niet gewend aan de relatieve vertraging tussen de gashendel en de reactie in de motoren. Het vliegtuig crashte al 100 meter voor de landingsbaan en botste tegen de verlichting van landingsbaan 34L.[3]
- Op 25 september 1978 botste de Boeing 727-200 van Pacific Southwest Airlines-vlucht 182 in de lucht op een Cessna 172. De Boeing was onderweg van Sacramento via Los Angeles naar San Diego. De bemanning van de Boeing had de Cessna wel gezien, maar later uit het oog verloren, waardoor ze dachten dat ze al over de Cessna heen gevlogen waren. Dat was echter niet het geval, met als gevolg dat vlak na 9 uur de twee vliegtuigen op elkaar botsten. De Boeing kwam neer op een woonblok. Alle inzittenden van de Boeing (135) en de Cessna (2) kwamen om het leven, evenals 7 personen op de grond.
- Op 19 november 1977 vloog TAP Portugal-vlucht 425 van Brussel via Lissabon naar Madeira. Vlak voor 21.48 uur probeerde de bemanning, die al 13 uur in touw was, het vliegtuig op Madeira te landen. Dit was zeer moeilijk, omdat het weer zeer slecht was, en de landingsbaan slechts 1600 meter lang was. Nadat de gezagvoerder en de co-piloot het vliegtuig twee keer hadden geprobeerd te landen, besloten ze om het nog eenmaal te proberen. Toen het vliegtuig vlak voor baan 24 was in slecht weer met regen, harde wind en slecht zicht, maakte de bemanning zich gereed voor de derde landingspoging. Het vliegtuig kwam 600 meter na de touchdownzone neer. Met nog 900 meter resterende baan werd geprobeerd het vliegtuig tot stilstand te laten komen. Het vliegtuig gleed echter met een snelheid van 79 km/h van de baan af, waarna het 60 meter naar beneden viel. Het raakte met een vleugel een brug en kwam vervolgens op een strand terecht, waar het in twee stukken brak en vlam vatte. Van de 164 mensen aan boord overleefden slechts 33 de ramp. Deze crash was de dodelijkste in de Portugese luchtvaartgeschiedenis tot dan toe. Na de ramp stopte TAP Portugal met het vliegen met de Boeing 727-200 naar Madeira. In plaats daarvan werd voortaan de kleinere Boeing 727-100 ingezet.
- Op 9 januari 2011 stortte een Boeing 727 van de Iraanse staatsmaatschappij Iran Air neer. De vlucht vloog onder Iran-Air 277 en was op weg van Teheran naar Urmia. Nadat het toestel tijdens de landing een doorstart had gemaakt vloog het tegen een berg aan. Hierbij kwamen 77 personen om.
- Op 8 juli 2011 stortte een Boeing 727 neer in Congo-Kinshasa. Bij de crash overleefden 85 mensen het niet.[4]
- Op 27 april 2012 liet Discovery Channel een Boeing 727 gecontroleerd neerstorten in de Sonoran-woestijn in Mexico voor de documentaireserie Curiosity. De Mexicaanse politie en het leger hadden het crashgebied afgezet en de piloot sprong enkele minuten voor de crash uit het vliegtuig. Het vliegtuig zat vol met wetenschappelijke experimenten zoals crash-dummy's. Camera's op de grond, aan boord van het vliegtuig en in andere vliegtuigen filmden de crash.[5]